# 리강선
리강선(미상 ~ )은 조선민주주의인민공화국의 정치인이다. 내각 일용품공업상 겸 조선로동당 중앙위원회 후보위원이다.

## 경력
2018년 12월 내각 식료일용공업성에서 분리된 일용품공업성의 일용품공업상에 임명되었다. 2019년 4월, 조선로동당 제7기 제4차 전원회의에서 조선로동당 중앙위원회 후보위원으로 선출되었다.

## 최고인민회의 대의원
2019년 3월 최고인민회의 제577호 신홍선거구 제14기 대의원으로 선출되었다.